# Дуже небезпечна штучка
«Дуже небезпечна штучка» (в оригінальному перекладі «Вона робить це за гроші», англ. One for the Money) — американський кінофільм 2012 року режисера Джулі Енн Робінсон за однойменним романом Джанет Іванович з Кетрін Гейґл у головній ролі. Прем'єра фільму відбулася 26 січня 2012 року.

## Зміст
Продавчиня нижньої білизни у відставці Стефані Плам знайшла нову роботу. Відтепер вона полює на чоловіків, за піймання яких призначена солідна нагорода. Її головна зброя — жіноча інтуїція і модні туфлі на високих підборах. Та навіть вони безсилі перед головною метою — чоловіком її мрії. Він красивий, дотепний, смертельно небезпечний і при цьому він її колишній.

## У ролях
- Кетрін Гейґл — Стефані Плам
- Джейсон О'Мара — Джо Мореллі
- Шеррі Шеперд — Лула
- Деббі Рейнольдс — бабуся Мазур
- Деніел Санжата — Рікардо Карлос Маноса
- Патрік Фішлер — Вінні Плам
- Джон Легуізамо — Джиммі Альфа
- Ана Рідер — Конні Россолі
- Гевін-Кіт Аме — Беніто Рамірес
- Райан Мішель Бейт — Джекі
- Нейт Муні — Едді Газарра
- Дебра Монк — місіс Плам
- Луї Мастілло — містер Плам
- Енні Перріс — Мері Лу
- Фішер Стівенс — Морті Бейерс